# Concert voor altsaxofoon en harmonieorkest
Het Concert voor altsaxofoon en harmonieorkest (Concerto for alto saxophone and wind ensemble) is een compositie van David Maslanka. Maslanka is een componist die bijna uitsluitend voor harmonieorkesten schrijft. Dat geldt ook voor dit concert voor altsaxofoon. Maslanka schreef voor dit relatief modern muziekinstrument een lyrisch concert. Hijzelf vond dat het concert enigszins uit de hand is gelopen, hij had te veel ideeën die hij er toch in wilde verwerken.
De muziek van Maslanka laat een mengeling horen van moderne muziek voor harmonieorkesten en de muziekinstrumenten daarin en de muziek van Johann Sebastian Bach. Maslanka verwerkte regelmatig koralen van die componist in zijn eigen werk. Maar er is ook muziek te horen in de trant van Philip Glass en hevig slagwerk.
Het concert bestaat uit vijf delen:
- Lied: Fire in the Earth, een weergave van de natuurkrachten in de staat Montana of zoals hij het zelf omschreef: "Fire in the earth, snow in the heavens, new green grass in the middle of november";
- Interlude: Bright window, your night is full of stars; bewerking van een altsaxsolo uit Maslanka’s Mis;
- Lied: Dear Jesus, what have you done, koraal Herzliebe Jesu, was hast du verbrocken; de vraag aan Jezus: Wat heb je gedaan om je te laten straffen;
- Interlude: Starry night, een onrustige nacht;
- Lied: Mortal, Have you seen this?, uitzicht op de Heilige stad aan de oevers van de rivier, die niet overgestoken kan worden.

## Orkestratie
- solo altsaxofoon
- 2 dwarsfluiten (II ook altfluit), 2 hobo's (II ook althobo), 3 klarinetten, basklarinet, 2 fagotten (II ook contrafagot)
- 2 altsaxosoons, 1 tenorsaxofoon, 1 baritonsaxofoon
- 4 hoorns, 2 trompetten (II ook piccolotrompet), 2 trombones, 1 bastrombone, 1 eufonium, 1 tuba
- piano/celesta,
- pauken, 4 man/vrouw percussie